# Cantharis obscura
Cantharis obscura (Linnaeus 1758) је врста тврдокрилца која припада породици Cantharidae.

## Распрострањење
Ова врста се може наћи у већем делу Европе и у источном Палеарктику.
У Србији се среће од низијских подручја до висина до 1500 метара надморске висине.

## Станиште
Може се нађи на ливадама, рубовима шума, у жбуњу.

## Опис
C. obscura достиже дужину од 9-13 мм. Елитра и глава су црне боје. Пронотум је црн, са црвенкастим или наранџастим бочним ивицама. Одрасле јединке се хране ситним инсектима.

## Синоними
- Cantharis baudii Pic, 1909
- Cantharis bicolor Fiori, 1899
- Cantharis kaszabi Vosyka, 1957
- Thelephorus obscurus (Linnaeus, 1758)